# Kadayanallur
Kadayanallur là một thành phố và khu đô thị của quận Tirunelveli thuộc bang Tamil Nadu, Ấn Độ.

## Nhân khẩu
Theo điều tra dân số năm 2001 của Ấn Độ, Kadayanallur có dân số 75.604 người. Phái nam chiếm 49% tổng số dân và phái nữ chiếm 51%. Kadayanallur có tỷ lệ 65% biết đọc biết viết, cao hơn tỷ lệ trung bình toàn quốc là 59,5%: tỷ lệ cho phái nam là 75%, và tỷ lệ cho phái nữ là 55%. Tại Kadayanallur, 12% dân số nhỏ hơn 6 tuổi.